# Hadalanthus knudseni
Hadalanthus knudseni är en havsanemonart som beskrevs av Oscar Henrik Carlgren 1956. Hadalanthus knudseni ingår i släktet Hadalanthus och familjen Actinostolidae. Inga underarter finns listade i Catalogue of Life.